# أحمد محمد شعيب
أحمد محمد شعيب (1935 - 2003) اسمه مركّب (أحمد جميل)، شاعر زجلي من جبل عامل، قضى جلّ حياته في الاغتراب.

## ولادته ونشأته
- ولد في بلدة الشرقية عام 1935 ميلادي (من قرى جبل عامل) في جنوب لبنان، وفيها نشأ وترعرع.
- بدأ بنظم الشعر في سن الخامسة عشر من عمره.
- قضى معظم حياته في أفريقيا متفرغا لأعماله التجارية.
- صدر له ثمانية دواوين في الشعر الزجلي والعامي.
- كتب عددا من الأغاني لبعض الفنانين اللبنانيين.
- كما كتب بعضا من الشعر المسرحي لبعض المسرحيات التي كانت تقام في لبنان.

## مؤلفاته
صدر له عدد من دواوين الشعرية الزجلية منها:
1. مشاعل
2. جميلة بوحيرد
3. دروب الفدا (عن القضية الفلسطينية)
4. وداع الأبطال (خص جمال عبد الناصر بالكثير من الأشعار فيه)
5. جروح
6. أيام الإمام (فيه الكثير من الشعر الديني)
7. لبناني غريب

## شعره
يطغى الخيال والعاطفة على معظم أشعار أحمد شعيب، الذي ينحى شعره المنحى الوجداني الحزين، وتتعدد مواضيع شعره من الحب والرومانسية، إلى القضايا السياسية والاجتماعية والأدبية والدينية.
فنراه يهاجم بعض السياسيين، وجامعي الثروات على حساب الفقراء، ويسخر من متبوئي بعض المناصب دون استحقاق، ويحمل هموم الأمة ويناصر القضية الفلسطينية.

### من شعره
يقول متذمرا من الأحوال الاجتماعية: 
```
روحوا اسألوا دروب المهاجر والسفــر     ليش العم يهاجــر بأوطانــو كفــــر
روحوا اسألوا الزفت الملزَّم  عالدروب     ليش الزفت مش قادر يعبِّــي الحفـــــر
روحوا اسألوا صحاب الخزاين ولِجيــوب     هالسارق ذنوبو ليش بسرعــة بتنغفــر
روحوا اسألوا شروق الغزاله والغروب     ليش الأمن مالـــو عميـــد ولا نفـــر
وشاعر أنا تعرَّفــت عا كـل الشعــوب     ومن نوم شعبي والدياب الجايعيـــــــن
                           قلبي من الشعب ومن الحاكم نفــر
```

ويقول :
```
يا بلادنا يـــا بلاد محرومـــه        من شعب يرعاكي ومن حكومه
عم يتهموكي بنعــرة الأديــان        وإنتي بإسـم الدين مظلومه   
كنتي الهنا والحـب والغفــــران        وصورة عن الفردوس مرسومه  
صاروا القرايب والأهل عــدوان        صرتي بلا تقسيــم مقسومـه  
لابـد ما يتغيـَّر العــــــدَّان        وترجع أرض وحقوق مهضومـه    
برجــع بغني للوطــن قصـــدان        وبمزِّق وراق السفــر وبقول
                عندي بــــلاد وشعب وحكومـــــه
```

ويقول في حنينه إلى بلاده وعلة اغترابه: 
```
بلادي القصيدة لْكنت غنِّيهــــا    وعلِّي جْبيني وإفتخرفيهـــا 
كانت بلاد الخيـر والعمــــران    ذياب وغنم صاروا أهاليها 
ولمَّا بحماها ما عدت قـــدران      دربي بسلامه وخير كفِّيهـــا 
حبَّيت عيش وموت بالهجران          بغابات بْتِأْذي ضواريهـــا
قولولها عا ذكرها سهـــــران     وياما كنت إسهـر وغفِّيهـا 
وكل ما بصلِّي بُطلب الغفران       لعيونها اللي شـرَّدوا قـلبي
                 وبدعيلهــــــــا ألله يهنِّيهــــــا
```

ويقول: 
```
ما جيت غنّي طرب بربوعك وإصطـاف      وفيِّق عيون السمــر عا صوت موّالـــي 
جايي بعزّ البرد والثلج والنفناف      طفِّي حريق القلب من دمعــك الغالــي
```

## وفاته
توفي في العام 2003 بعد عودته من الاغتراب، وذلك في بلدته الشرقية التي دفن فيها عن عمر ناهز السبعين عاما.

## وصلات خارجية
- الشاعر أحمد شعيب بينه وبين الشرقية.. إفريقيا- موقع جنوبية - مريم شعيب، الإثنين، 16 ديسمبر 20013